# Sankta Katarina kyrka, Nyköping
Den här artikeln handlar om Sankta Katarina kyrka i stadsdelen Arnö i Nyköping. För den kyrka som ligger på Arnö i Mälaren, se Arnö kyrka .
Sankta Katarina kyrka är en kyrkobyggnad i Nyköping i Strängnäs stift. Den är distriktskyrka i Nyköpings församling. 

## Kyrkobyggnaden
Kyrkan invigdes första söndagen i advent 1997 av dåvarande biskopen i Strängnäs stift, Jonas Jonson. Tidigare fanns på platsen en vandringskyrka invigd 15 oktober 1979 av biskop Åke Kastlund. Den äldre kyrkobyggnaden revs tillsammans med den intilliggande närbutiken ICA Jollen och därefter uppfördes den nya kyrkan med tillhörande församlingshem.